# Ghelari
Ghelari là một xã thuộc hạt Hunedoara, România. Dân số thời điểm năm 2002 là 2338 người.